# تصویر دنیای هنر
تصویر دنیای هنر اولین شرکت خصوصی پخش‌کننده فیلم‌های ایرانی بعد از اکران، و دوبله‌ و پخش فیلم‌های غیرایرانی در شبکه نمایش خانگی و نماینده انحصاری سونی پیکچرز در ایران است.
این شرکت که در سال ۱۳۷۹ تأسیس شده، در زمینه تولید و توزیع آلبوم‌های موسیقی نیز فعالیت می‌کند.
در بیست و نهمین جشنواره فیم فجر (۱۳۸۹) و چهارمین جشنواره فیلم یاس (۱۳۹۵) از شرکت تصویر دنیای هنر تقدیر شده‌است.

## عناوین هندی
- آنچه دل بخواهد
- آوارگی
- باغبان
- برای عشق هر کاری می‌کنم
- بریم برادر
- بی‌نام و نشان
- جنگ ثروت
- دریا دل
- دلی که دست بردار نیست
- دو برادر
- دوقلوها
- رفته رفته
- سلسله عشق
- شاهزاده عاشق
- فنا
- همیشه
- هوا
- هیچی نگو

## عناوین خارجی
- ۲۰۱۲
- ۲۲ گلوله
- ۳ نینجا: ظهر بلند در کوه مگا
- ۸میلی‌متری
- آپالوسا
- آدم کوچولوها
- آواتار آخرین باد افزار
- آرایشگاه ۲: بازگشت به کار
- آقای دیدز
- آلوارز کلی
- آلیس در سرزمین عجایب
- اسلپی و وروجک ها
- استاد تغییر قیافه
- افسانه جان و جک
- افسانه زورو
- افسانه
- افسونگر
- السای آزاد
- امنیت
- امور دوزخی
- اون‌یکی‌ها
- اونگ-بک: مبارز موای تای
- ئی.تی. موجود فرازمینی
- باب اسفنجی
- بازپس‌گیری
- بازگشت سرباز جهانی
- بازنده‌ها
- بازی عادلانه
- بالاخره رسیدیم؟
- بر من حکمرانی کن
- برادران ناتنی
- برداشت
- برق‌آسا
- بزرگنمایی
- بوآ علیه پایتون
- به من میگن ترینیتی
- بهتر از این نمیشه
- بی‌خواب در سیاتل
- بی‌همتا
- پسر اژدها
- پسر جهنمی ۱
- پسر کوسه‌ای و دختر گدازه‌ای
- پسران بد ۱
- پسران بد ۲
- پسر کابلی
- پسر کاراته ۱
- پسر کاراته ۲
- پسر کاراته ۳
- پلنگ صورتی
- آلوین و سمورچه‌ها ۳
- پلیس آهنی: رستاخیز
- پلیس آهنی: عدالت سیاه
- پلیس آهنی ۴: حادثه بزرگ
- پلیس‌ها و خانواده رابرتسون
- پهلوان پنبه
- پیله
- پیتر پن
- پیمانکار
- پینت بال
- پنجره مخفی
- تاکسی
- تبهکار
- تکامل
- تک‌تیرانداز ۲
- تماس مستقیم
- تندر استوایی
- تیرانداز
- تیرانداز (فیلم ۲۰۰۵)
- جاده آرلینگتون
- جمعیت 436 نفره یا جمعیت 436
- جولی و جولیا
- جهنم تبهکاران
- چشم بلورین
- حمله به لنینگراد
- حیوان
- خانه شیشه‌ای
- خانواده‌ای که از دست رفت و پیدا شد
- خدمتکاری در منهتن
- خسته از کشتار
- دارودسته فوتبالیست‌ها
- در دره الاه
- در جستجوی خوشبختی
- دسپرادو
- دستهای بخشنده
- دعوت به جنگ
- دکتر وای
- دونده روی یخ
- راکی و بولوینکل
- راه فراری نیست
- روح سوار ۱
- روز پرستاری پدر
- روز کلمب
- روز هشتم
- روزی روزگاری در مکزیک
- رهایی
- زره پوش
- سپیده‌دم سیاه (فیلم)
- سخت‌افزار
- سرزمین گمشدگان
- سریع‌تر
- سریع و مرده
- سقوط شاهین سیاه
- سگ فوتبالیست ۲
- سنتوریون
- سوداگران (فیلم ۲۰۱۰)
- سه ایکس ۲: گام بعدی
- سی‌جی۷
- شکارچی بیگانه
- شکارچی کوسه (فیلم ۲۰۰۱)
- عدالت شهری
- عمر مختار
- غیر قابل انتشار
- فرابنفش
- فرار به‌سوی پیروزی
- فراموش‌شده
- فرشتگان و شیاطین
- فرقه شر
- فرودگاه
- کارآگاه راکسی و روح سرگردان
- کارآگاه راکسی و ماجرای شامن
- کلیک
- کمربند قرمز (فیلم ۲۰۰۸)
- کوسه در ونیز
- گارفیلد ۲
- گانگستر آمریکایی
- گربه‌ها و سگ‌ها: انتقام از کیتی گالور
- گرفتن پلهام ۱۲۳
- گریزپا
- گلادیاتور
- گمشده در شهر (فیلم ۲۰۰۹)
- گوست داگ
- لبخند مونالیزا
- ماپت‌ها
- مادلین
- مار در سایه عقاب
- مال من مال تو مال ما
- مبارز خیابانی
- مبلغ
- مرد سایه‌ای
- مرد کوچک
- مرد توخالی
- مرد توخالی ۲
- مرد عنکبوتی ۱
- مرد عنکبوتی ۲
- مرد عنکبوتی ۳
- مرزبان
- مرگ‌بازان
- من جاسوس
- مو طلایی و سه خرس
- مهلکه
- میهن‌پرست
- نقابداران
- نهایت خطر
- نیمکت گرمکن‌ها
- وضعیت اساسی
- هرج‌ومرج فضایی ۱
- هزارتوی جنایت
- هنکاک (فیلم)
- هیس (فیلم ۲۰۰۸)
- هیولای دریاچه
- یگان سرسخت
- یگان ضربت ۲

برخی از این فیلم‌ها ممکن است توسط موسسه های دیگری هم در ایران دوبله و پخش شده باشند.

## عناوین ایرانی
- آبی
- آتش‌بس ۱
- آخرین روز ماه
- آخرین لحظه
- آخرین مجرد
- آزادراه
- آقای زرنگ
- آماده باش
- ابراهیم در گلستان
- اخراجی‌ها
- ارث شیرین
- از ما بهترون
- ازدواج مشروط
- اسید
- افسون گل سرخ
- اگر باران ببارد
- امتحان نهایی
- انتخاب
- انعکاس
- اینجا... آخر دنیا
- بچه های ابدی
- بگو که رؤیا نیست
- بلور باران
- بلوف ۲۰۱۴
- بن‌بست یلدا
- بومرنگ
- به روح پدرم
- به من نگو قراضه
- بهانه
- بی وفا
- پدربزرگ
- پرواز پنجم ژوئن
- پروانه ای در باد
- پسران آجری
- پسر آدم، دختر حوا
- پنج ستاره
- پنجشنبه آخر ماه
- پی ۲۲
- پیچ عشاق
- پیشنهاد ۵۰ میلیونی
- تاراج
- تارزن و تارزان
- ترانه‌های ناتمام
- تردید
- تقاطع
- تلافی
- توکیو بدون توقف
- تو یک علامت سؤال بزرگی
- جاده شهریار
- جان به حراج
- جستجو در جزیره
- جوجه تیغی‌ها
- جورچین
- چه کسی امیر را کشت؟
- حرفه ای‌ها
- خاطرات ااغ مهربان
- خاکستر و برف
- خانه کاغذی
- خبرچین
- خروس جنگی
- خسیس
- خط آفتاب
- خلوت دل
- خواهر خوانده
- دادشاه
- داستان‌های جزیره
- در سایه مادر
- در میان ابرها
- درباره الی
- دزد عروسک‌ها
- دست‌های خالی
- دل‌شکسته
- دلداده
- دموکراسی تو روز روشن
- دنیا
- دو خواهر
- دو زن
- دو عروس
- دیوار
- دیوونه خونه
- راز شب بارانی
- راه دوم
- روابط
- روبیت
- روز سوم
- روزی که حسنی مرد شد
- زن‌ها چی میخوان
- زیگزاگ
- ساده دل
- سایه
- سایه‌ها
- سایه‌های غم
- سفیر
- سن پطرزبورگ
- سه بیگانه
- سیاه زنگی
- سیلی شیرین
- سیمای زنی در دوردست
- سیزده گربه روی شیروانی
- شاباش
- شاخ به شاخ
- شازده کوچولو
- شرایط عینی
- شرط ازدواج
- شکار
- شمعی در باد
- شهر در امن و امان است
- شیلات
- صبحانه‌ای برای دو نفر
- طالع سد
- طغیان
- طلاق به سبک ایرانی
- عاشق
- عاشقی در وقت اضافه
- عروس زندان
- عروسی مامان
- عطسه‌های نحس
- عوارض جانبی
- غزاله
- فراموشی
- قرار نبود اینجوری شه
- قرارگاه مسکونی
- قصه‌های کیش
- کبری ۰۰۱۱
- کلوزآپ
- کمال عدل
- کیفر
- گالان
- گل‌بهار
- گل یخ
- گور طلایی
- گیرنده
- لامبورگینی
- لبخند سبز
- لج و لجبازی
- لوکوموتیوران
- لیمو ترش
- مامان بریم خواستگاری
- ماهی دم قرمز
- ماهی‌ها عاشق می‌شوند
- محرمانه تهران
- محیا
- مرسدس
- مروارید سیاه
- معتاد اجباری
- موج سوم
- مونس
- وروجک‌ها
- وفا ۲۰۱۲
- ول کن دستمو
- هفت ترانه
- هفت سین
- همسر دلخواه من
- همیشه پای یک زن در میان است
- همیشه سینما
- یک، دو، سه
- یک بام و دو هوا
- یه اتفاق ساده

## سریال
- ۲۴
- جریکو
- زورو
- قلب یخی
- گروگان